# Vironchaux

Vironchaux este o comună în departamentul Somme, Franța. În 1 ianuarie 2022 avea o populație de 507 de locuitori.